# Jan Đạt
Św. Jan Đạt (wiet. Gioan Đạt) (ur. ok. 1765 r. w Khê Câu, prowincja Thanh Hóa w Wietnamie – zm. 28 października 1798 r. w Chợ Rạ, prowincja Thanh Hóa w Wietnamie) – ksiądz, męczennik, święty Kościoła katolickiego.
Jan Đạt urodził się w Khê Câu, prowincja Thanh Hóa. Już w młodym wieku, za zgodą swojej matki, postanowił poświęcić się Bogu. Gdy miał 18 lat wstąpił do wyższego seminarium duchownego. Pomagał w pracy w różnych parafiach. W 1798 r. przyjął święcenia kapłańskie, po których przydzielono go do parafii Hảo Nho. Po upływie ok. pół roku władca Wietnamu postanowił zaostrzyć prześladowania chrześcijan. Władze wysłały wojsko w celu pojmania katolików, a szczególnie księży. W związku z tym Jan Đạt musiał przez długi czas ukrywać się w lasach. Gdy tylko okoliczności na to pozwalały, wracał do parafii i udzielał sakramentów. W końcu prześladowcom udało się go aresztować. Pomimo tortur nie zmuszono go do wyrzeczenia wiary. Pewna kobieta (która nie była chrześcijanką) widząc jego cierpienia dostarczyła mu trucizny, ale Jan Đạt odmówił jej przyjęcia. Został stracony 28 października 1798 r. Jego relikwie złożono w kościele parafialnym w Phúc Nhạc.
Dzień wspomnienia: 24 listopada w grupie 117 męczenników wietnamskich.
Beatyfikowany 27 maja 1900 r. przez Leona XIII. Kanonizowany przez Jana Pawła II 19 czerwca 1988 r. w grupie 117 męczenników wietnamskich.